# L'Afrique
Pour les articles homonymes, voir Afrique et Afrique (homonymie).
L'Afrique est une  peinture en  pastel sur papier réalisée par Rosalba Carriera (1675-1757) et conservée à la Gemäldegalerie Alte Meister de Dresde.

## Histoire
Rosalba Carriera a écrit le traité Maniere diverse per formare i colori, pour illustrer la façon de se servir des pastels. Elle était une femme cultivée : elle aimait la musique, le théâtre de prose, la soie et la broderie qu'elle avait appris de sa mère, qui était une dentellière. Avant de faire le portrait d'une personne, elle en étudiait attentivement l'expression du visage. Elle choisissait les poses élégantes, les robes drapées et les bijoux chargés de pierres et de perles. Elle a vécu pendant le triomphe du style rococo, mais ses portraits expriment un certain réalisme, surprenant pour l'époque.
Elle a laissé une riche documentation : des lettres et même un journal des années à Paris 1720 et 1721.
Rosalba Carriera a réalisé des séries : Les Quatre Saisons, Les Quatre Éléments et Les Quatre Continents (l'Australie n'est alors pas encore découverte). La datation des Continents est incertaine, signe qu'il manque pour cette œuvre une documentation. La série complète des Continents était à Dresde, mais trois pastels sont perdus et il reste L'Afrique. D'autres collections publiques conservent d'autres pastels de cette même série, mais il manque la certitude que Rosalba Carriera ait répliqué Les Quatre Continents car deux élèves copiaient ses œuvres et beaucoup de peintres l'imitaient.

## Description
Cette beauté africaine avec un scorpion au cou a la tête couverte d'un turban en soie, riche en plumes et en bijoux ; elle porte aux oreilles des pendants avec deux perles à goutte et son cou est serré par un fil de perles luisantes. Son corps et sa tête sont penchés et son regard est dirigé vers gauche.
Son collier n'est pas serré, mais il se déroule librement : une moitié de perles et une moitié de corail rouge, ce collier est retenu au cou par le poids d'un fermoir, composé d'une branche de corail sculptée en forme de scorpion ; tandis que l'autre bout descend librement sur la poitrine. Rosalba Carriera, née à Chioggia, connaissait la grande tradition d'orfèvrerie de Venise.
La jeune Africaine serre des vipères  dans le poing de sa main gauche : le venin du scorpion et celui de la vipère sont un signe prémonitoire, pour ceux qui voudraient pénétrer au cœur de l'Afrique. Les richesses viennent des mers qui entourent ce continent, en particulier le corail rouge et les perles, mais la terre est interdite aux Européens. Même le sourire de la femme, à lèvres demi-ouvertes, apparaît sinistre.

### Les Quatre Continents, selon Rosalba Carriera
Pastels de la série Les Quatre Continents, dans des musées publics :
- L'Amérique, 43,5 × 34 cm, Cooper–Hewitt, Smithsonian Design Museum (N.Y.).
- L'Afrique, Cooper-Hewitt Smithsonian Design Museum[3].
- L'Europe, 43,5 × 34 cm, Cooper-Hewitt, Smithsonian Design Museum[4].
- L'Amérique, 16,5 × 13 in., National Museum of Women in the Arts - NMWA (Washington D.C.)[5].

L'Asie (Gal. Nr. P 34), L'Amérique (Gal. no P 31 ) et L'Europe (Gal. no P 33), étaient à la  Gemäldegalerie Alte Meister, mais  ont disparu pendant la Seconde Guerre mondiale. Des photographies subsistent en N&B.

## Images

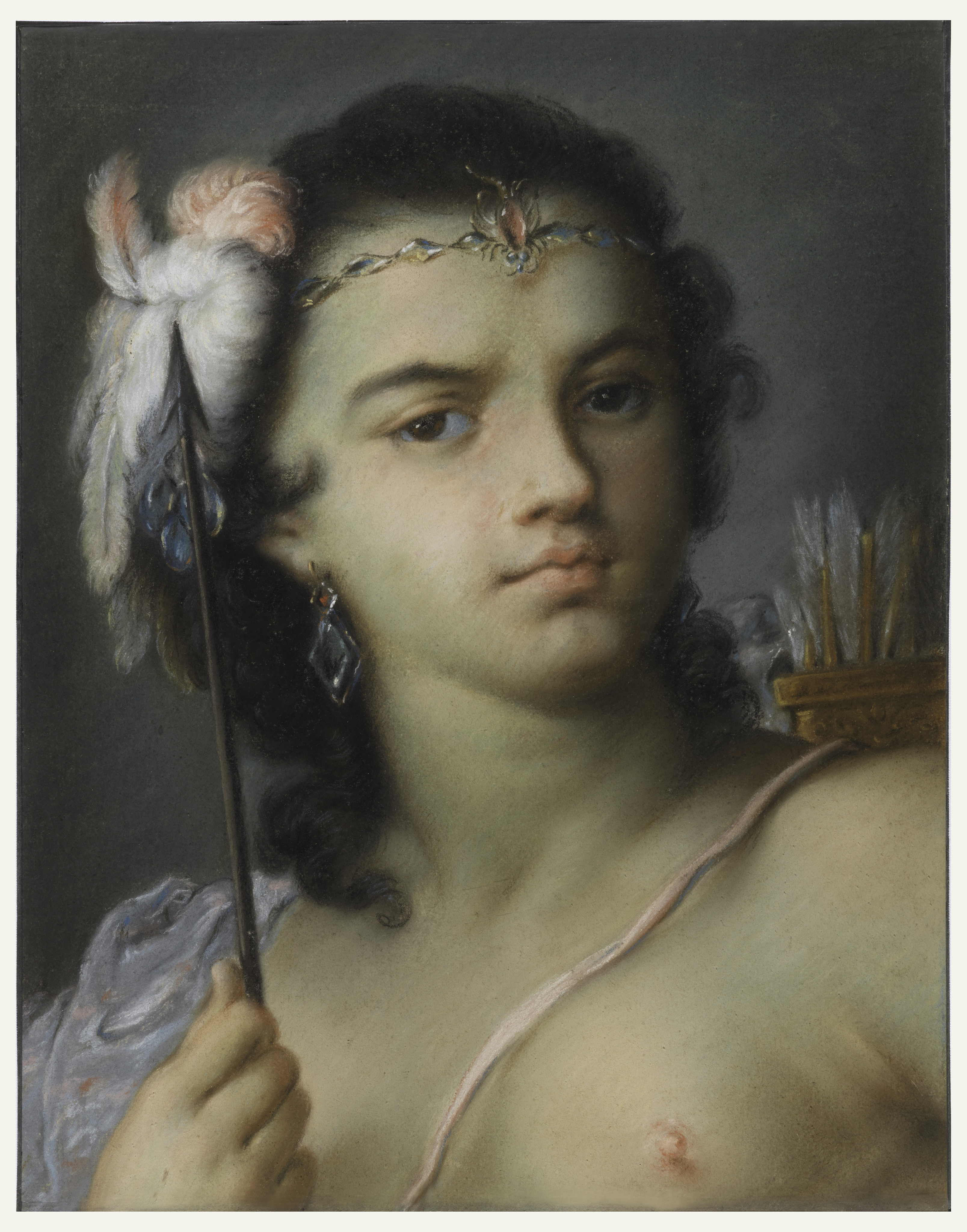
Rosalba Carriera, L'Amérique (avant 1720), Cooper–Hewitt, Smithsonian Design Museum (N.Y.).
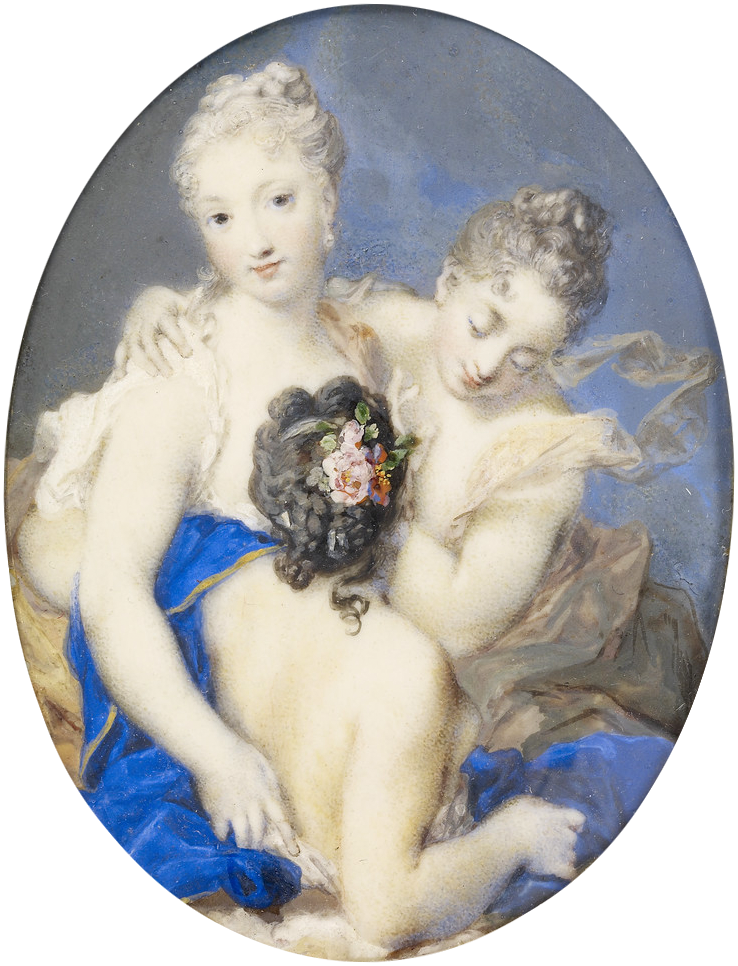
Rosalba Carriera, Françoise-Marie de Bourbon comme la Néréide Amphitrite (1701-1723).